# 独島守護天使
独島守護天使（どくとうしゅごてんし、トクトスホチョンサ）とは、竹島を韓国領であると主張するキャンペーンなどで使用される韓国の用語。日本語では竹島といい、朝鮮語では独島という島に関して日韓双方が領有権を主張していることを背景に、独島は韓国領であるという韓国の主張を支持し、韓国が実効支配している独島を守る活動や業務をする人物や集団に対して使う。韓国では男性歌手のキム・ジャンフンが「独島守護天使」として有名だった。日本では韓国の女優キム・テヒを指して使われた。

## 韓国
韓国では竹島を韓国領であると主張するキャンペーンなどで使用される用語。
男性歌手のキム・ジャンフンが「独島守護天使」として有名だった。竹島を中心に日本海を警備する参峰号の乗員も「独島守護天使」と呼ばれる。参峰号は韓国の海洋安全本部（海洋警察庁）に所属している。
「独島守護天使」サークルがある高校ではサークルに所属する生徒たちがキャンペーン活動をしている。10月25日の独島の日のキャンペーンの際に「独島守護天使」と自称する人たちがいる。

## 日本
日本では韓国の女優キム・テヒを指して使われた。キム・テヒは2005年5月にスイスの広報大使として活動した際に委嘱されて「独島守護天使」になった。2012年2月にキム・テヒが日本でロート製薬のテレビコマーシャルに出演することが発表されると、日本ではキム・テヒに対する抗議の声が上がった。そういった日本における言動に対して韓国では「独島守護天使」キム・テヒ擁護の立場から日本のネット右翼に向けた抗議の声が上がった。